# George Sinclair (piłkarz)
George Sinclair, właśc. George William Lloyd Sinclair Leckie (ur. 12 grudnia 1884 w Edynburgu, zm. 18 grudnia 1959 tamże) – szkocki piłkarz występujący na pozycji pomocnika.
W barwach Heart of Midlothian rozegrał 326 spotkań i zdobył 46 bramek w First Division.
W reprezentacji Szkocji zadebiutował 19 marca 1910 w przegranym 0:1 meczu British Home Championship z Irlandią. W latach 1910–1912 w drużynie narodowej wystąpił trzy razy.